# العلاقات الجيبوتية النيوزيلندية
العلاقات الجيبوتية النيوزيلندية هي العلاقات الثنائية التي تجمع بين جيبوتي ونيوزيلندا.

## مقارنة بين البلدين
هذه مقارنة عامة ومرجعية للدولتين:
| وجه المقارنة                                              | جيبوتي                    | نيوزيلندا                                              |
| --------------------------------------------------------- | ------------------------- | ------------------------------------------------------ |
| المساحة (كم2)                                             | 23.20 ألف                 | 268.02 ألف                                             |
| عدد السكان (نسمة)                                         | 956.99 ألف                | 4.24 مليون                                             |
| الكثافة السكانية (ن./كم²)                                 | 41.25                     | 15.82                                                  |
| العاصمة                                                   | جيبوتي                    | ويلينغتون، أوكلاند                                     |
| اللغة الرسمية                                             | لغة فرنسية، اللغة العربية | لغة إنجليزية، اللغة الماورية، لغة الإشارة النيوزيلندية |
| العملة                                                    | فرنك جيبوتي               | دولار نيوزيلندي، الجنيه النيوزيلندي                    |
| الناتج المحلي الإجمالي (بليون دولار)                      | 1.84 مليار                | 205.85 مليار                                           |
| الناتج المحلي الإجمالي (تعادل القوة الشرائية) بليون دولار | 3.10 مليار                |                                                        |
| الناتج المحلي الإجمالي الاسمي للفرد دولار أمريكي          | 1.95 ألف                  |                                                        |
| الناتج المحلي الإجمالي للفرد دولار أمريكي                 | 3.27 ألف                  |                                                        |
| مؤشر التنمية البشرية                                      | 0.470                     | 0.914                                                  |
| رمز المكالمات الدولي                                      | +253                      | +64                                                    |
| رمز الإنترنت                                              | .dj                       | .nz                                                    |
| المنطقة الزمنية                                           | ت ع م+03:00               | ت ع م+13:00، ت ع م+12:00                               |

## منظمات دولية مشتركة
يشترك البلدان في عضوية مجموعة من المنظمات الدولية، منها:
| علم المنظمة | اسم المنظمة                        | تاريخ انضمام جيبوتي | تاريخ انضمام نيوزيلندا |
| ----------- | ---------------------------------- | ------------------- | ---------------------- |
|             | مؤسسة التنمية الدولية              | 1 أكتوبر 1980       | 1 أكتوبر 1974          |
|             | يونسكو                             | 31 أغسطس 1989       | 4 نوفمبر 1946          |
|             | وكالة ضمان الاستثمار متعدد الأطراف | 12 يناير 2007       | 22 أبريل 2008          |
|             | الأمم المتحدة                      | 20 سبتمبر 1977      | 24 أكتوبر 1945         |
|             | الاتحاد البريدي العالمي            | ?                   | ?                      |
|             | البنك الدولي للإنشاء والتعمير      | 1 أكتوبر 1980       | 31 أغسطس 1961          |
|             | الاتحاد الدولي للاتصالات           | 22 نوفمبر 1977      | 3 يونيو 1878           |
|             | منظمة حظر الأسلحة الكيميائية       | ?                   | ?                      |
|             | مؤسسة التمويل الدولية              | 1 أكتوبر 1980       | 31 أغسطس 1961          |
|             | منظمة التجارة العالمية             | ?                   | ?                      |
|             | منظمة الشرطة الجنائية الدولية      | ?                   | ?                      |

## وصلات خارجية
- موقع وزارة الخارجية النيوزيلندية